# Aghdarre-je Sofla
Aghdarre-je Sofla – wieś w Iranie, w ostanie Azerbejdżan Zachodni, w szahrestanie Takab. W 2006 roku liczyła 147 mieszkańców.